# Maikang
Maikang is een bestuurslaag in het regentschap Alor van de provincie Oost-Nusa Tenggara, Indonesië. Maikang telt 343 inwoners (volkstelling 2010).